# Regiões abissais
Regiões Abissais são as regiões marítimas de profundidade maior que 2 000 metros.
Pesquisas recentes, possibilitadas por avanços tecnológicos, têm revelado que a biodiversidade nessas regiões é muito maior do que se pensava. Entretanto, são ainda as regiões onde é menor produção primária (formação de matéria orgânica por fotossíntese): média anual menor que 36 g/m².
A região conhecida como Challenger Deep (11ºN, 142°E), na Fossa Mariana, próxima das Filipinas, no Oceano Pacífico, é mais profunda já descoberta, a 10.924 metros abaixo do nível do mar.